# August Baudert
Friedrich Louis August Baudert (né le 16 juin 1860 à Kranichfeld (grand-duché de Saxe-Weimar-Eisenach) et mort le 24 avril 1942 à Oranienbourg) est un publiciste et homme politique allemand du SPD.

## Biographie
Né fils d'un maître tisserand, Baudert étudie à l'école primaire de Blankenhain de 1866 à 1868 puis l'école publique d'Apolda jusqu'en 1874. De 1874 à 1877, il fait un apprentissage de tricoteur de bas et part en voyage en Empire allemand, en Autriche, en Italie, en Suisse et au Danemark. Après son mariage en 1884 avec Christiane Saupe de Krippendorf il travaille comme ouvrier textile jusqu'en 1889 et obtient en 1886 le titre de maître. Il travaille ensuite comme maître tricoteur indépendant à Apolda jusqu'en 1892. En 1891, il participe à la fondation de l'association des ouvriers du textile. En 1892/93, il est rédacteur en chef du journal Tribüne à Erfurt et de son supplément "Presse Libre" à Apolda. De 1892 à novembre 1902, Baudert dirige une auberge sous le nom de programme « Vorwärts », dans laquelle se déroule une partie importante de la vie syndicale d'Apolda et les ouvriers tenaient des réunions politiques. À partir de 1900, il y dirige une "Bibliothèque centrale" pour l'éducation ouvrière. À partir de 1902, il travaille comme écrivain. En 1905, il est cofondateur de l'Apoldaer Spar- und Bauverein pour promouvoir le logement des travailleurs. En 1906, il suit l'appel de Carl Kettel (de) et s'installe à Weimar pour occuper un poste au comité exécutif de l'État du SPD. Il est l'initiateur de la construction du Volkshaus à Weimar (1906/08).

## Carrière politique
Baudert rejoint le SPD en 1878 et est membre du conseil local d'Apolda de 1891 à 1906. Jusqu'en 1919, il travaille comme secrétaire du parti pour la Thuringe depuis Weimar, où il est également conseiller municipal de 1909 à 1919. Politiquement, la Révolution de novembre 1918 marque un tournant décisif pour August Baudert. En novembre, il devient commissaire d'État aux affaires intérieures et extérieures de l'État libre de Saxe-Weimar-Eisenach (de) pendant six mois jusqu'en mai 1919. À la suite de cette activité, il occupe le poste de ministre d'État à l'intérieur et aux affaires extérieures de l'État libre. De janvier 1921 à avril 1923, Baudert est président du gouvernement régional de Saxe-Weimar-Eisenach et, à partir d'avril 1922, il est également directeur régional de la région Saxe-Weimar-Eisenach. Il est également membre du Conseil d'État de Thuringe de 1919 à 1920.
À partir de 1936, Baudert vit à Oranienbourg, où il meurt en 1942. August Baudert est emprisonné à plusieurs reprises pendant le régime nazi.

## Parlementaire
En 1893, Baudert se présente pour la première fois au Reichstag, mais cette candidature échoue. Un an plus tard, August Baudert entre au parlement de l'État libre de Saxe-Weimar-Eisenach (de) et conserve ce mandat jusqu'en 1920. De 1920 à 1921, il est membre du nouveau parlement du Land de Thuringe.
Après sa candidature infructueuse en 1893, Baudert entre finalement au Reichstag pour la 1re circonscription de Saxe-Weimar en 1898 et conserve son mandat jusqu'en 1907. Aux élections du Reichstag en 1907, il se présente à nouveau, mais cette fois encore sans succès. Après l'élection du Reichstag en 1912, il est à nouveau député du Reichstag jusqu'en 1918.
De 1919 à 1920, Baudert représente la 36e circonscription (Thuringe) à l'Assemblée nationale de Weimar.

## Honneurs
- À Weimar, le parvis de la gare principale porte le nom d'August Baudert.
- Il y a une "August-Baudert-Straße" à Apolda.

## Publication
- Sachsen-Weimars Ende. Historische Tatsachen aus sturmbewegter Zeit. Panse, Weimar 1923.